# ディーン・ケイン
ディーン・ジョージ・ケイン（Dean George Cain、1966年7月31日 - ）は、アメリカ合衆国出身の俳優。

## 経歴
出生名は、ディーン・ジョージ・タナカ（Dean George Tanaka）で、日本・アイルランド・フランス・ウェールズの血を引いている。父方の祖父が日本人であり、本人は日系3世となる。
母親は女優。3歳の時に母が映画監督のクリストファー・ケインと再婚し、義理の父親の作品に出演したこともあったが、本人は演技よりもアメリカン・フットボールに興味があった。プリンストン大学で歴史を学んだ後、アメフトチームのバッファロー・ビルズと契約。しかし膝の怪我が元で断念することになってしまう。
その後テレビシリーズ『ビバリーヒルズ高校白書』に出演、認められて『新スーパーマン』（1993年 - 1997年）のクラーク・ケント役を獲得した。
2015年放送開始のテレビシリーズ『SUPERGIRL/スーパーガール』では主人公のカーラ・ダンバース（スーパーガール）の養父ジェレマイア・ダンバース（サイボーグ・スーパーマン）役で出演している。

## 私生活
2016年、2020年、2024年のアメリカ大統領選挙ではドナルド・トランプを支持すると表明した。
2025年8月、ドナルド・トランプ大統領の反移民政策を支持するため、アメリカ合衆国移民・関税執行局に入ったと発表した。

## 主な出演作

### テレビシリーズ
| 放映年    | 邦題 原題                                                   | 役名                                                 | 備考                          |
| --------- | ----------------------------------------------------------- | ---------------------------------------------------- | ----------------------------- |
| 1992      | ビバリーヒルズ高校白書 Beverly Hills, 90210                 | リック                                               | 4エピソード                   |
| 1993-1997 | 新スーパーマン Lois & Clark: The New Adventures of Superman | クラーク・ケント                                     | 87エピソード                  |
| 2002      | そりゃないぜ!? フレイジャー Frasier                         | リック                                               | 1エピソード                   |
| 2004-2005 | クラブハウス Clubhouse                                      | コンラッド・ディーン                                 | レギュラー                    |
| 2005      | LAW & ORDER:性犯罪特捜班 Law & Order: Special Victims Unit  | Dr. Mike Jergens                                     | 1エピソード                   |
| 2005-2006 | ラスベガス Las Vegas                                        | ケイシー・マニング                                   | 9エピソード                   |
| 2007      | CSI:マイアミ CSI: Miami                                     | ロジャー                                             | 1エピソード                   |
| 2007      | ヤング・スーパーマン Smallville                             | カーティス・ノックス                                 | 1エピソード                   |
| 2009      | アントラージュ★オレたちのハリウッド Entourage               | ディーン・ケイン（本人）                             | 1エピソード                   |
| 2011      | バーン・ノーティス 元スパイの逆襲 Burn Notice               | ライアン                                             | 1エピソード                   |
| 2012      | クリミナル・マインド FBI行動分析課 Criminal Minds           | カーティス・バンクス                                 | エピソード                    |
| 2012      | 23号室の小悪魔 Don't Trust the B---- in Apartment 23        | ディーン・ケイン                                     | 3エピソード                   |
| 2013      | Hit the Floor                                               | ピート・ダヴェンポート                               | 8エピソード                   |
| 2015-2017 | SUPERGIRL/スーパーガール Supergirl                          | ジェレマイア・ダンバース（サイボーグ・スーパーマン） | シーズン1から2まで6エピソード |

### 映画
| 公開年 | 邦題 原題                                                                                                | 役名                   | 備考                                                              |
| ------ | --- | ---------------------- | ----------------------------------------------------------------- |
| 1998   | デス・ゲーム2025 Futuresport                                                                             | トゥレ・ラムジー       | テレビ映画                                                        |
| 1999   | リスキーブライド/狼たちの絆 Best Men                                                                     | バズ                   |                                                                   |
| 2000   | ブロークン・ハーツ・クラブ The Broken Hearts Club: A Romantic Com                                        | コール                 |                                                                   |
| 2000   | ノー・アリバイ 氷の疑惑 No Alibi                                                                         | ボブ                   |                                                                   |
| 2000   | ブレイク・スルー Militia                                                                                 | イーサン・カーター     |                                                                   |
| 2000   | ファイナル・ウォー For the Cause                                                                         | ムラン                 |                                                                   |
| 2001   | ファイアートラップ Firetrap                                                                              | ジャック／マックス     |                                                                   |
| 2001   | ラットレース Rat Race                                                                                    | ショーン・ケント       |                                                                   |
| 2001   | アイスランド New Alcatraz                                                                                | ロバート・トレントン   |                                                                   |
| 2002   | アン・ライスの囁く骨 Rag and Bone                                                                        | トニー・モラン         | テレビ映画                                                        |
| 2002   | パニック・イン・ザ・ダーク Dark Descent                                                                  | ウィル・マードック     |                                                                   |
| 2002   | グロウ 長寿のハイエナ The Glow                                                                           | マット・ローレンス     | テレビ映画                                                        |
| 2002   | ハード・アライブ Phase IV                                                                                | サイモン・テイト       |                                                                   |
| 2002   | ブレイクアウェイ Christmas Rush                                                                          | コーネリウス・モーガン | テレビ映画                                                        |
| 2003   | ドラゴンファイター 炎獣降臨 Dragon Fighter                                                               | デヴィッド・カーヴァー | ビデオ映画                                                        |
| 2003   | タイムリミット Out of Time                                                                               | クリス・ハリソン       |                                                                   |
| 2004   | サイレント・ワールド Post Impact                                                                         | トム・パーカー         |                                                                   |
| 2005   | フライトパニック S.O.S./超音速漂流 Mayday                                                                | ジェームズ・スラン     | テレビ映画                                                        |
| 2006   | 合衆国壊滅 II/再襲来!M(マグニチュード)10.5 10.5: Apocalypse                                              | ブラッド・マロリー     | テレビ映画                                                        |
| 2006   | ストーリー・オブ・スーパーマン 〜スーパーマンの全て〜 Look, Up in the Sky! The Amazing Story of Superman |                        | ドキュメンタリー・テレビ映画                                      |
| 2007   | 12デイズ Hidden Camera                                                                                   | ダン・コヴァクス       | テレビ映画                                                        |
| 2007   | HIGHJACK ハイジャック Final Approach                                                                     | ジャック・ベンダー     | テレビ映画                                                        |
| 2009   | ゼウス クリスマスを守った犬 The Dog Who Saved Christmas                                                  | テッド・ステイン       | テレビ映画                                                        |
| 2010   | プレデター2012 Arctic Predator                                                                           | JC                     | テレビ映画                                                        |
| 2010   | ファイナル・デッドスクール Kill Katie Malone                                                             | ロバート               |                                                                   |
| 2011   | 5デイズ 5 Days of War                                                                                    | クリス                 |                                                                   |
| 2011   | ゼウスのハロウィン おばけ屋敷で大騒動 The Dog Who Saved Halloween                                        | テッド・ステイン       | テレビ映画                                                        |
| 2011   | ワイルド・クラッシュ Dirty Little Trick                                                                  | マイケル               |                                                                   |
| 2014   | 神は死んだのか God's Not Dead                                                                            | マーク                 |                                                                   |
| 2014   | エアポート2014 Airplane vs. Volcano                                                                      | リック・ピアース       | ビデオ映画                                                        |
| 2014   | スリー・ドッグス クリスマス三銃士 The Three Dogateers                                                    | マット                 | 日本劇場未公開                                                    |
| 2015   | ザ・メジャー ホームラン・ダービー Home Run Showdown                                                      | リコ                   |                                                                   |
| 2016   | ストレンジャー 不気味な遠隔作用 Mind's Eye                                                               | マーク・ウィリス       |                                                                   |
| 2021   | アンドロイド2040 R.I.A.                                                                                  | フレミング副大統領     | 日本劇場未公開 WOWOW放映時のタイトルは『アンドロイド2040 R.I.A.』 |